# Himantura alcockii
Himantura alcockii és una espècie de peix pertanyent a la família dels dasiàtids.

## Reproducció
És ovovivípar.

## Hàbitat
És un peix d'aigua marina i salabrosa, bentopelàgic i de clima tropical, el qual viu a les aigües costaneres i les desembocadures dels rius.

## Distribució geogràfica
Es troba a l'Índic: des de l'Índia fins a Indonèsia.

## Observacions
És inofensiu per als humans.